# Calycogonium tetragonolobum
Calycogonium tetragonolobum là một loài thực vật có hoa trong họ Mua. Loài này được (Cogn.) Judd & Skean mô tả khoa học đầu tiên năm 1991.